# Ascosubramania melanographoides
Ascosubramania melanographoides — вид грибів класу Dothideomycetes, єдиний у роді Ascosubramania. Назва вперше опублікована 1997 року.
Сапротрофний наземний гриб. Безстатева форма гіфоміцетального типу. Поширений в Індії. Малодосліджений вид, генетичний аналіз не здійснювався.